# 2062 Aten
2062 Aten è un asteroide near-Earth del diametro medio di circa 1,1 km. Scoperto nel 1976, presenta un'orbita caratterizzata da un semiasse maggiore pari a 0,9666859 UA e da un'eccentricità di 0,1826820, inclinata di 18,93289° rispetto all'eclittica.
Il nome deriva da Aten (indicato più frequentemente come Aton in italiano), divinità solare della mitologia egizia.